# Ajgajon
Ajgajon (gr. Αἰγαίων Aigaíōn, łac. Aegaeon) – w mitologii greckiej hekatonchejr, przez bogów zwany Briareos (gr. Βριάρεως Briáreōs, łac. Briareus), a przez ludzi Ajgajon. Sturęki i pięćdziesięciogłowy syn Gai i Uranosa.
Walczył razem z Zeusem przeciw tytanom. Po uwięzieniu tytanów w Tartarze był ich strażnikiem. Według innej wersji Posejdon nagrodził go za udział w walce o Olimp ręką swojej córki Kymopolei i zwolnieniem z pilnowania tytanów.
Podobno, gdy Hera, Atena i Posejdon chcieli zakuć w łańcuchy Zeusa, Tetyda wezwała na pomoc właśnie Ajgajona, który już samym przybyciem na pomoc Zeusowi wzbudził strach wśród spiskowców.
- Istnieje w mitologii wersja, że Ajgajon był nie sprzymierzeńcem Zeusa, tylko jego śmiertelnym wrogiem i najzagorzalszym poplecznikiem tytanów.